# Rakhiot Peak
Der Rakhiot Peak, als einer der Vorgipfel des Nanga Parbat, ist ein Berg im Himalaya in Pakistan mit einer Höhe von 7070 m. Er befindet sich am Ende des westlichen Himalayakammes im nördlichen, pakistanisch kontrollierten Teil von Kaschmir. Der Berg ist Teil des langen Ostgrat des Nanga Parbats und befindet sich etwa vier Kilometer südöstlich des Hauptgipfels. Der Höhenunterschied zum 25 km entfernten Industal (und Karakorum Highway) beträgt etwa 6000 m. Die gegen Süden abfallende Wand (Rupal-Flanke) des Berges ist 3500 m hoch. Der Berg besteht hauptsächlich aus Graniten und Gneisen. Klimatisch ist er in eine thermische Doppelzone eingebettet.
Die Erstbesteigung des Peaks gelang Peter Aschenbrenner zusammen mit Herbert Kunigk am 16. Juni im Rahmen der Deutsch-Amerikanischen Himalaya-Expedition von 1932.
Während einer Deutschen Nanga-Parbat-Expedition  in der Nacht vom 14. auf den 15. Juni 1937 starben an der Nordflanke des Berges alle sieben Expeditionsteilnehmer sowie neun Sherpas als eine große Eislawine ein Lager verschüttete. Die überlebenden Wissenschaftler Luft und Troll, welche im nahe gelegenen Tal Forschungsarbeiten durchführten, entdeckten die Katastrophe am 18. Juni, als sie zum Lager IV aufstiegen.